# Europski kvalifikacijski okvir
Europski kvalifikacijski okvir - EKO (engl. EQF – European Qualifications Framework) kao glavni temelj cjeloživotnog obrazovanja je inicijativa Europske unije koja služi za raspoznavanje nacionalnih kvalifikacija u svim europskim zemljama koje se stječu kroz sve oblike obrazovanja od osnovnog obrazovanja do visoke naobrazbe. EKO opisuje kvalifikacije koje se stječu kada učenik završi određenu razinu obrazovanja. One su definirane preko ishoda učenja koji opisuju što učenik zna, razumije i može učiniti na kraju procesa učenja.  Ishodi učenja podijeljeni su u tri kategorije: znanja, vještine i kompetencije.

## Struktura
| Razina | Znanje | Vještine | Kompetencije | Zvanje odnosno razina |
| ------ | --- | --- | --- | --- |
| 1      | Temeljno opće znanje. | Temeljne vještine potrebne za obavljanje jednostavnih zadatka. | Rad ili učenje pod izravnim nadzorom u strukturiranom okruženju. | Osnovno obrazovanje |
| 2      | Temeljno činjenično znanje u području rada ili učenja. | Temeljne kognitivne i praktične vještine nužne za korištenje bitnih informacija kako bi se obavile zadaće i riješili rutinski problemi korištenjem jednostavnih pravila i alata.                                                          | Rad ili učenje pod izravnim nadzorom s nešto samostalnosti. | strukovno osposobljavanje |
| 3      | Znanje činjenica, načela, procesa i općih koncepata u području rada ili učenja. | Niz kognitivnih i praktičnih vještina nužnih za ispunjenje zadaća i rješavanje problema odabirom i primjenom osnovne metodologije, alata, materijala i informacija.                                                                       | Uzimanje odgovornosti za izvršenje zadataka u poslu ili učenju. U rješavanju problema prilagodba vlastitog ponašanja okolnostima. | jedno i dvogodišnje srednje obrazovanje                                                                                       |
| 4      | Činjenično i teoretsko znanje u širem kontekstu unutar područja rada ili učenja. | Raspon kognitivnih i praktičnih vještina potrebnih za pronalaženje rješenja specifičnih problema u području rada ili učenja. | Provođenje samoupravljanja unutar smjernica konteksta posla ili učenja koje su obično predvidive, ali su podložne promjenama. Nadgledanje rutinskog posla drugih, preuzimanje nešto odgovornosti za evaluaciju i unapređivanje posla ili aktivnosti učenja | tro i četverogodišnje srednje obrazovanje                                                                                     |
| 5      | Opsežno, specijalizirano, činjenično i teoretsko znanje unutar područja rada ili učenja i svjesnost granica tog znanja.                                                                                          | Opsežni raspon kognitivnih i praktičnih vještina potrebnih za razvoj kreativnih rješenja apstraktnih problema. | Izvršavanja upravljanja i nadgledanja u kontekstu rada ili aktivnosti učenja gdje postoje nepredvidive promjene.Pregled i razvijanja vlastite i izvedbe drugih.                                                                                            | stručni studiji završetkom kojih se stječe manje od 180 ECTS bodova; strukovno specijalističko usavršavanje i osposobljavanje |
| 6      | Napredno znanje područja rada ili učenja, uključujući kritičko razumijevanje teorija i principa. | Napredne vještine, pokazivanje vještine i inovacije, potrebnih za rješavanje kompleksnih i nepredvidivih problema u specijaliziranom području rada ili učenja.                                                                            | Upravljanje kompleksnim tehničkim ili stručnim aktivnostima ili projektima, preuzimanje odgovornosti za donošenje odluka u nepredvidivim kontekstima rada ili učenja.Preuzimanje odgovornosti za upravljanje profesionalnim razvojem pojedinaca i skupina. | Ba.Sci,Ba.Art |
| 7      | Visoko specijalizirano znanje, od čega je neko napredno u području rada ili učenja, kao osnova za originalno razmišljanje. Kritička svjesnost pitanja znanja u području i na granici između različitih područja. | Specijalizirane vještine rješavanja problema potrebne u istraživanju i/ili inovaciji kako bi se razvilo novo znanje i procedure te kako bi se integriralo znanje iz različitih područja.                                                  | Upravljanje i transformiranje konteksta posla ili učenja koji su kompleksni, nepredvidivi i zahtijevaju nove strateške pristupe. Preuzimanje odgovornosti za doprinos profesionalnom znanju i praksi i/ili za pregled strateške izvedbe timova.            | MA.sci,MA.art |
| 8      | Znanje na samom vrhu područja rada ili učenja i na granici između područja. | Najnaprednije i specijalizirane vještine i tehnike, uključujući sintezu i evaluaciju, potrebne za rješavanje kritičnih problema u istraživanju/ili inovaciji te za proširenje i redefiniranje postojećeg znanja ili profesionalne prakse. | Pokazuje esencijalnu mjerodavnost, inovativnost,samostalnost, znanstveni i profesionalni integritet i održivu angažiranost razvoju novih ideja ili procesa na najnaprednijoj granici rada ili učenja koji uključuju i istraživanje.                        | Dr.Sci,Dr.Art |

## Područje primjene
EKO definira potrebnu podlogu za daljnji razvitak nacionalnih okvira u svim zemljama Europe i na taj način olakšava razumijevanje kvalifikacija kroz različite sustave obrazovanja. Kvalifikacijski okviri omogućavaju koordinaciju između svih dionika kao što su: poslodavci, obrazovne institucije, zaposlenici, studenti/učenici i društvo kako bi se lakše mogli raspoznavati profili završenih škola, fakulteta i ostalih obrazovnih institucija.
Zemlje članice Europske unije na temelju EKO-a implementiraju vlastite nacionalne kvalifikacijske okvire. U takvom sustavu puno je lakše prepoznati koje kvalifikacije ima netko tko je završio školu primjerice u Njemačkoj, a želi se zaposliti u nekoj drugoj zemlji. Hrvatska je također usvojila vlastiti Hrvatski kvalifikacijski okvir (HKO).

## Više informacija
ASOO
MZOS  Arhivirana inačica izvorne stranice od 22. srpnja 2013. (Wayback Machine)
European Commission